# 飯島希望
飯島 希望（いいじま のぞみ、1984年3月17日 - ）は、日本の陸上競技選手。専門は中長距離種目。積水化学所属。

## 経歴・人物
京都府亀岡市出身。亀岡市立安詳小学校、亀岡市立東輝中学校を卒業。中学校から本格的な練習を始め、顧問の神先宏彰先生（2012年現在、亀岡市立東輝中学校長）の指導を受けた。中学校では陸上部主将を務め、京都府中学駅伝女子4連覇に貢献。京都府立桂高等学校、佛教大学社会学部へ進学。2003年3月、千葉真子選手らを抑え、まつえハーフマラソンで優勝。8月の韓国ユニバーシアードではハーフマラソン4位入賞。2006年4月に積水化学へ入社。

## 自己ベスト
- 3000m - 9分35秒91
- 5000m - 16分02秒75
- 10000m - 33分31秒18
- ハーフマラソン - 1時間11分12秒
- マラソン - 2時間36分08秒